# Диалекты английского языка в Англии
По мнению А. Эллиса, английские диалекты в Англии можно разделить на 5 больших групп: северные, центральные или средние, западные, южные и восточные.
К северным диалектам относятся:
- Cumberland (Камберленд)
- Central Cumberland (Центральный Камберленд)
- Джорди (англ. Geordie) — диалект жителей Нортумберленда, в частности, Ньюкасла на Тайне
- Bolton Lancashire (Болтон в Лэнкэшир)
- North Lancashire
- Radcliffe Lancashire
- Макем (в Сандерленде/Уирсайде);
- Northumberland (Нортумберленд)
- Манкунианский (англ. Mancunian) — диалект жителей Манчестера, который отличается разделением носового звука [ŋ] на звуки [n] и [g]
- Питматик (две разновидности — в бывших общинах горняков графства Дарем и в Нортамберленде);
- Скауз (англ. Scouse) — диалект жителей Ливерпуля
- Craven Yorkshire (Йоркшир)
- North Yorkshire (Северный Йоркшир)
- West Yorkshire (Западный Йоркшир)
- Durham (Дарэм)

К остальным относятся:
- Кокни (англ. Cockney) — исторические диалекты районов и ремесленных цехов восточной части Лондона
- Брумми (англ. Brummie, также Brummy) — диалект графства Уэст-Мидлендс. Прилагательное brummie может использоваться для обозначения всего, что связано с Бирмингемом, крупнейшего города данного графства. Сам город местные жители называют «Brum». Слова brummie и Brum произошли от слов Brummagem и Bromwichham, исторических названий Бирмингема.
- West Country
- East England (Восточная Англия)
- Cheshire (Чешир)
- Cornwall (Корнуолл)
- Devonshire (Девоншир)
- East Devonshire (Восточный Девоншир)
- Dorset (Дорсет)
- Norfolk (Норфолк)
- Somerset (Сомерсет)
- Sussex (Сассекс)
- Westmorland (Уэстморленд)
- North Wiltshire (Уилтшир)
- Sheffield Yorkshire (Шеффилд)